# Тихое (Одесская область)
Тихое (укр. Тихе, до 2016 г. — Чапаево) — село, относится к Беляевскому району Одесской области Украины.
Население по переписи 2001 года составляло 39 человек. Почтовый индекс — 67630. Телефонный код — 4852. Занимает площадь 0,21 км². Код КОАТУУ — 5121082809.

## Местный совет
67630, Одесская обл., Беляевский р-н, с. Ильинка, ул. Кирова, 8